# Foudi de La Réunion
 (avril 2025).
 (avril 2025).
La mise en forme du texte ne suit pas les recommandations de Wikipédia : il faut le « wikifier ».
Les points d'amélioration suivants sont les cas les plus fréquents. Le détail des points à revoir est peut-être précisé sur la page de discussion.
- Les titres sont pré-formatés par le logiciel. Ils ne sont ni en capitales, ni en gras.
- Le texte ne doit pas être écrit en capitales (les noms de famille non plus), ni en gras, ni en italique, ni en « petit »…
- Le gras n'est utilisé que pour surligner le titre de l'article dans l'introduction, une seule fois.
- L'italique est rarement utilisé : mots en langue étrangère, titres d'œuvres, noms de bateaux, etc.
- Les citations ne sont pas en italique mais en corps de texte normal. Elles sont entourées par des guillemets français : « et ».
- Les listes à puces sont à éviter, des paragraphes rédigés étant largement préférés. Les tableaux sont à réserver à la présentation de données structurées (résultats, etc.).
- Les appels de note de bas de page (petits chiffres en exposant, introduits par l'outil «  Source ») sont à placer entre la fin de phrase et le point final[comme ça].
- Les liens internes (vers d'autres articles de Wikipédia) sont à choisir avec parcimonie. Créez des liens vers des articles approfondissant le sujet. Les termes génériques sans rapport avec le sujet sont à éviter, ainsi que les répétitions de liens vers un même terme.
- Les liens externes sont à placer uniquement dans une section « Liens externes », à la fin de l'article. Ces liens sont à choisir avec parcimonie suivant les règles définies. Si un lien sert de source à l'article, son insertion dans le texte est à faire par les notes de bas de page.
- La présentation des références doit suivre les conventions bibliographiques. Il est recommandé d'utiliser les modèles {{Ouvrage}}, {{Chapitre}}, {{Article}}, {{Lien web}} et/ou {{Bibliographie}}. Le mode d'édition visuel peut mettre en forme automatiquement les références.
- Insérer une infobox (cadre d'informations à droite) n'est pas obligatoire pour parachever la mise en page.

Pour une aide détaillée, merci de consulter Aide:Wikification.
Si vous pensez que ces points ont été résolus, vous pouvez retirer ce bandeau et améliorer la mise en forme d'un autre article.
Genre
Espèce
Répartition géographique
Statut de conservation UICN

EX : Éteint
Synonymes
- Foudia bruante (P.L.S. Müller, 1776)

Le foudi de La Réunion (Foudia delloni) est une espèce d'oiseau éteinte de la famille des tisserins. Il était endémique de l'île de la Réunion dans les Mascareignes.

## Taxonomie

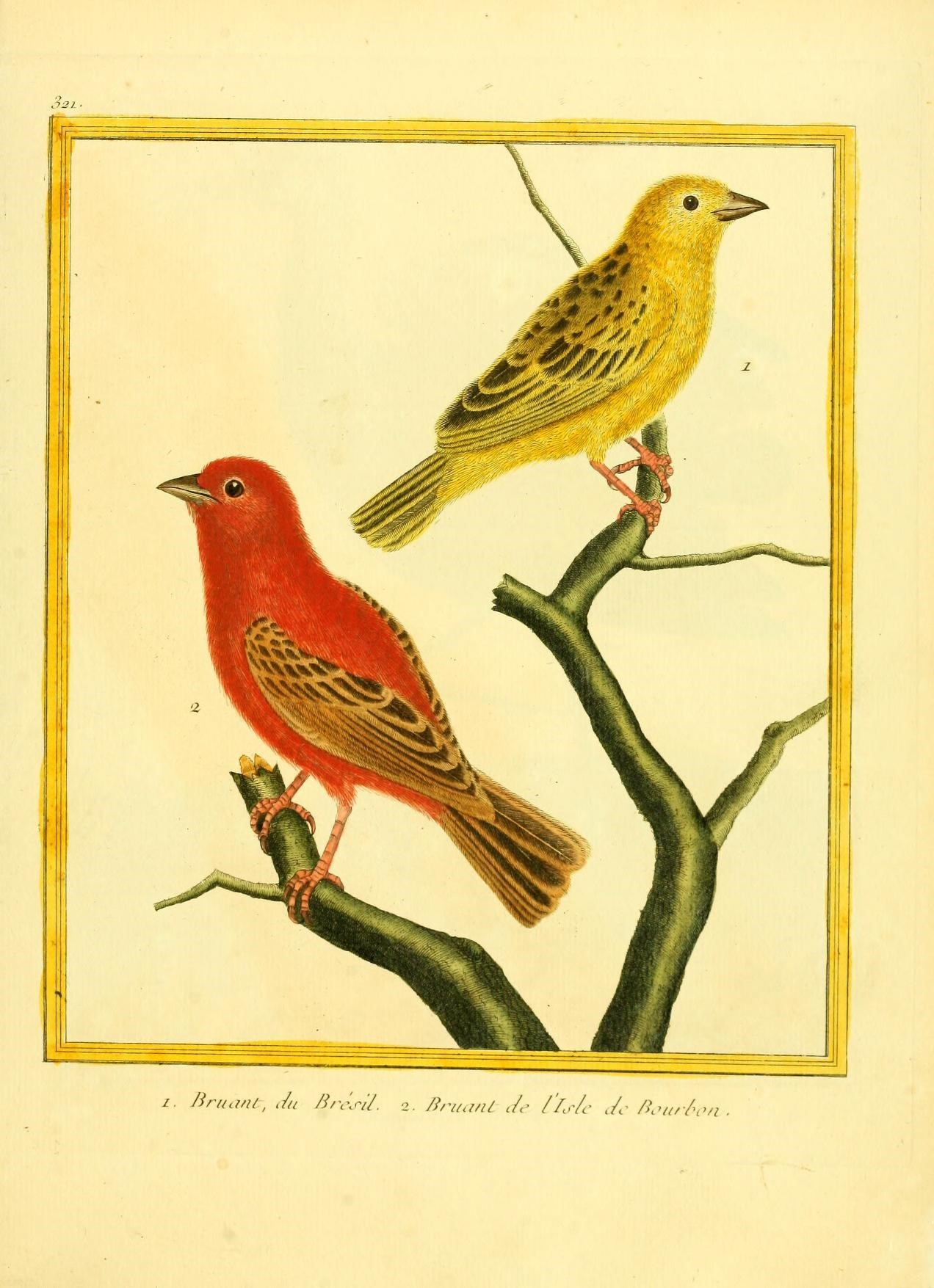
Planche de 1765 montrant Foudia bruante (ci-dessus), qui pourrait plutôt être une forme de couleur du foudi rouge.

Cet oiseau a été mentionné pour la première fois dans un rapport du voyageur Gabriel Dellon et une seconde fois en 1674 par Dubois. L'espèce, dont il n'existe aucun spécimen de musée, a été formellement décrite comme une nouvelle espèce par Anthony Cheke et Julian Pender Hume dans leur livre Lost Land of the Dodo en 2008.
Un type de foudi de la Réunion a été précédemment mentionné sous le nom de Foudia bruante par Philipp Ludwig Statius Müller dans l'ouvrage Planches Enluminées en 1776. Mais selon une hypothèse de Cheke et Hume, Foudia bruante pourrait être simplement une forme de couleur du foudi rouge, qui a été introduit à la Réunion environ 100 ans après la découverte de Foudia delloni.

## Description
Le foudi de la Réunion atteint à peu près la taille d'un moineau domestique. La tête, le cou, la gorge et le dessous des ailes du mâle reproducteur étaient rouge vif. Le dos et la queue étaient bruns. Le ventre était pâle. La tête des femelles et des jeunes mâles était brune. Le cou et les ailes étaient rouges. La gorge était brun pâle.

## Extinction
Le foudi de La Réunion était autrefois décrit comme abondant et comme un ravageur qui détruisait des récoltes entières. sauf en période de reproduction où il se retirait en montagne. (D’après Dubois 1671-72)
Il a été vu pour la dernière fois peu après 1672. La raison de son extinction pourrait être la prédation par les rats.